# Кастропуло
Кастропуло (крим. Kastropulo) — руїни замку XIII—XIV століття, розташовані на скелі Іфігенія в місцевості Кастропуло на Південному березі Криму. Андрій Білецький тлумачив назву «Кастропуло» як грецьке слово, що означає «фортечка».

## Опис
Скеля з укріпленням важкодоступна практично з усіх боків, є лише проходи із півдня та заходу, перекриті в середньовіччі оборонними стінами, які в наш час повністю зруйновані й майже не простежуються на поверхні. Розміри захищеної території становили 80 на 30 м, площа 0,18 гектара, причому, забудовувалася тільки відносно рівна південна частина скелі. Там на кількох рівних майданчиках є сліди будівель. Одне з них, складене з бута на вапняному розчині, ймовірно, це руїни церкви. Заснування цього замку (як і інших подібних) у XIII столітті історики пов'язують із татаро-монгольськими вторгненнями до Криму (починаючи з 1223 року), сельджукською експансією та переходом гірського Криму до зони впливу Трапезундської імперії.

## Історія вивчення
Перше повідомлення про руїни залишив Петро Кеппен у 1837 році, який присвятив їм у книзі «Про давнину південного берега Криму та гір Таврійських» окрему XXXVI главу «Кастропуло». На підставі топоніма (Кастро — фортеця), знахідок керамічних судин та уламків черепиці, а також залишків вапняного розчину на камінні вчений зробив висновок про існування на скелі укріплення. Микола Ернст у книзі «Соціалістична реконструкція Південного берега Криму» 1935 року називав пам'ятник «грецько-готською фортецею», її згадував і Микола Рєпніков у «Матеріалах до археологічної карти південно-західного нагір'я Криму» 1940 року, Ольга Махньова коротко описувала знахідки кераміки, залишки стін та житлових будівель у статті 1969 року «Середньовічні пам'ятники на узбережжі від Ласпі до Блакитної затоки». Олег Домбровський у статті «Середньовічні поселення та „Ісари“ Кримського Південнобережжя» 1974 року вважав Кастропуло маленьким укріпленим монастирем.